# Domingo José Claros Alonso Pérez de Guzmán el Bueno

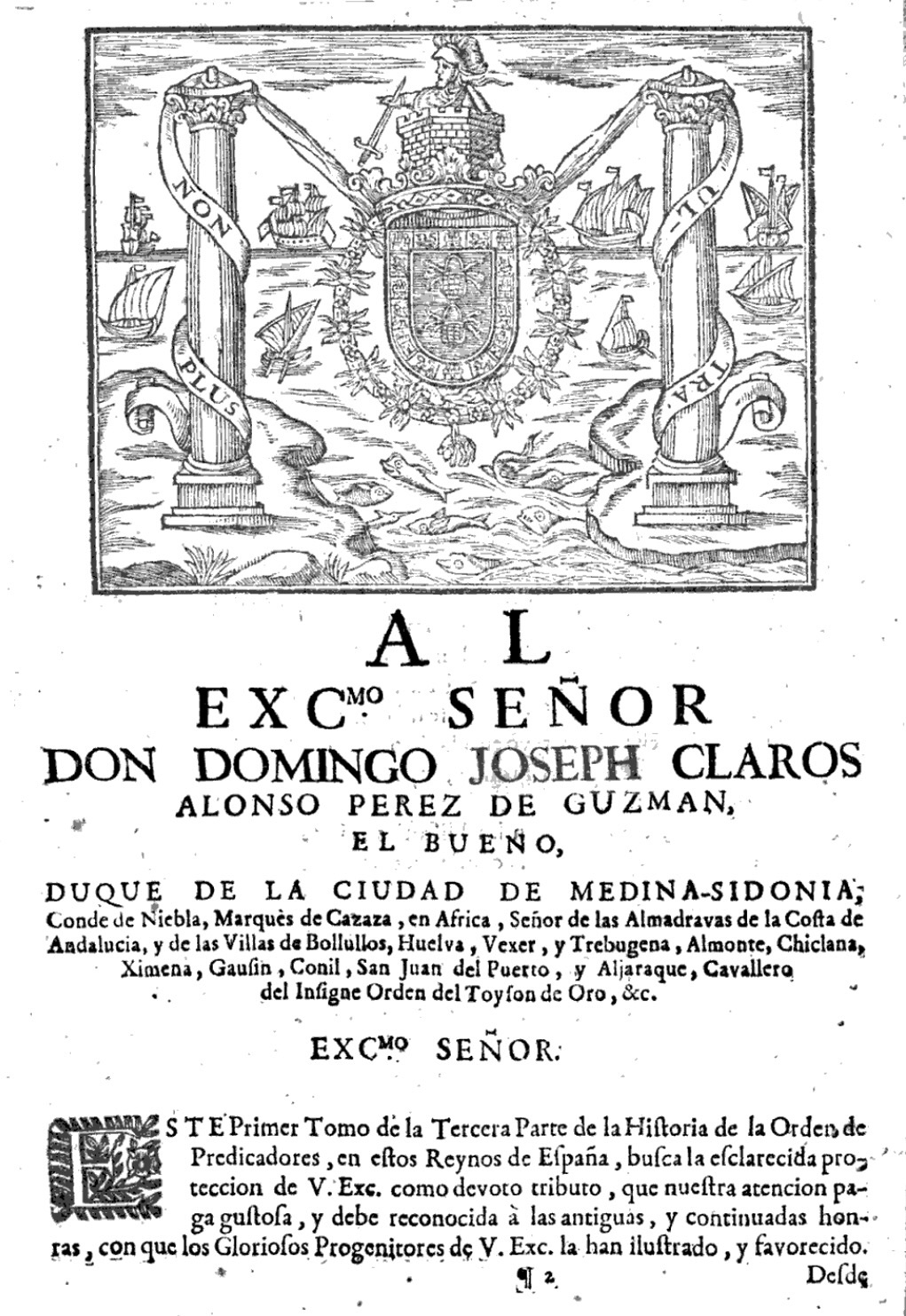
Dedicatoria al duque de Medina Sidonia en el libro Historia de la provincia de España de la Orden de los Predicadores, del dominico Manuel José de Medrano, publicada bajo su patrocinio en 1734.

Domingo José Claros Alonso Pérez de Guzmán el Bueno (Madrid, 21 de noviembre de 1691 - ibíd., 17 de agosto de 1739), XIII duque de Medina Sidonia, XX conde de Niebla y XI marqués de Cazaza en África, Caballero de la Orden del Toisón de Oro en 1724 por el rey Felipe V de España.

## Vida
Hijo de Manuel Alonso Pérez de Guzmán el Bueno, XII duque de Medina Sidonia, y de Luisa María de Silva y Mendoza, hija del V duque de Pastrana y de María de Haro y Guzmán, hija del VI marqués del Carpio. 

### Matrimonio e hijo
Casó con Josefa Pacheco y Moscoso (1703-1763), hija de Mercurio Antonio López Pacheco, IX marqués de Villena y de su segunda esposa Catalina Teresa de Moscoso Osorio y Benavides, hija del VIII conde de Altamira, naciendo en 1724 Pedro de Alcántara (1724-1777), XIV duque de Medina Sidonia.
| Predecesor: Manuel Alonso Pérez de Guzmán el Bueno | Duque de Medina Sidonia 1721-1739 | Sucesor: Pedro de Alcántara Alonso de Guzmán el Bueno |

- Datos: Q5290377